# Магистрала 25 на САЩ
Магистрала 25 на САЩ (на английски: US 25, U.S. Route 25 или U.S. Highway 25) е пътна магистрала, част от Магистралната система на Съединените щати преминаваща през щатите Джорджия, Южна Каролина, Северна Каролина, Тенеси и Кентъки. Обща дължина: с магистрала 25W – 798,8 мили (1252,9 km); с магистрала 25E – 715,9 мили (1152,1 km), от които най-много в щата Кентъки 223,8 мили (360,1 km), най-малко – в щата Северна Каролина 75,4 мили (121,3 km).
Магистралата започва в центъра на град Брънзуик, разположен на атлантическото крайбрежие на Джорджия, при 591 km на Магистрала 17 на САЩ и пресича щата в северно направление на протежение от 306 km, като преминава през 7 окръжни центъра – в т.ч. град Огъста. При последния навлиза в щата Южна Каролина, пресича щата в западната му част на протежение от 226 km, като преминава през 3 окръжни центъра. На 43 km северно от град Грийнвил напуска Южна Каролина, на протежение от 121 km преминава през западната част на щата Северна Каролина и навлиза в щата Тенеси. След 32,5 km при град Нюпорт се разделя на два клона – Магистрала 25W и Магистрала 25E.
- Магистрала 25W (обща дължина 148,8 мили, 239,4 km) продължава от град Нюпорт на запад, преминава през окръжните центрове Дандридж, Ноксвил (тук завива на север), Клинтън и Джаксбъри и след 114 мили (183,4 km) навлиза на територията на щата Кентъки. Тук преминава през окръжния център Уилямсбърг и при град Норт Кобрин, след 34,8 мили (56 km) се събира с Магистрала 25Е.
- Магистрала 25Е (обща дължина 112,8 мили, 181,5 km) продължава от град Нюпорт на север, преминава през окръжните центрове Мористаун и Тейзуел и след 65,9 мили (106,1 km) навлиза на територията на щата Кентъки. Тук преминава през окръжните центрове Пайнвил и Барбървил и при град Норт Кобрин, след 46,9 мили (75,4 km) се събира с Магистрала 25W.

От град Норт Кобрин Магистрала 25 продължава в северна посока през централната част на щата Кентъки, преминава последователно през окръжните центрове Лондон, Маунт Вернън, Ричмънд, Лексингтън, Джорджтаун и Уилямстаун и завършва в средата на моста на река Охайо, на границата между Кентъки и Охайо, срещу град Синсинати.
От Магистрала 25 на САЩ се отделя една магистрали, която също е от Магистралната система на Съединените щати:
- Магистрала 425  в щатите Луизиана и Арканзас 220 мили (354 km).

| Окръг            | мили  | km    | Местоположение               | Щат     | мили  | km     | Градове (центрове на окръзи), граници, реки и др. |
| ---------------- | ----- | ----- | ---------------------------- | ------- | ----- | ------ | ------------------------------------------------- |
| Джорджия         |       |       |                              |         | 55,2  | 88,8   | гр. Маршал                                        |
|                  | 0,0   | 0,0   | гр. Брънзуик, 591 km на      |         | 75,4  | 121,3  | граница с Тенеси                                  |
|                  | 42,4  | 68,2  | гр. Джесъп                   | Тенеси  | 406,0 | 653,4  |                                                   |
|                  | 52,1  | 83,8  | гр. Лудъуисий                |         | 0,0   | 0,0    | граница със Северна Каролина                      |
|                  | 88,8  | 142,9 | гр. Клакстън                 |         | 20,2  | 32,5   | гр. Нюпорт ← – →                                  |
|                  | 110,0 | 180,0 | гр. Стейтсбъро               |         | 114,0 | 183,4  | , Нюпорт – граница с Кентъки                      |
|                  | 139,6 | 224,7 | гр. Милън                    |         | 65,9  | 106,1  | , Нюпорт – граница с Кентъки                      |
|                  | 160,3 | 258,0 | гр. Уейнсбъро                |         | 86,1  | 138,6  | граница с Кентъки                                 |
|                  | 189,7 | 305,3 | гр. Огъста                   | Кентъки | 34,8  | 56,0   | , граница с Тенеси –                              |
|                  | 190,0 | 305,8 | граница с Южна Каролина      |         | 46,9  | 75,4   | , граница с Тенеси –                              |
| Южна Каролина    | 190,0 | 305,8 |                              |         | 46,9  | 75,4   | +                                                 |
|                  | 0,0   | 0,0   | граница с Джорджия           |         | 59,0  | 94,9   | гр. Лондон                                        |
|                  | 26,5  | 42,6  | гр. Еджфийлд                 |         | 84,7  | 136,3  | гр. Маунт Върнън                                  |
|                  | 61,3  | 98,7  | гр. Грийнуд                  |         | 114,1 | 183,6  | гр. Ричмънд                                       |
|                  | 113,5 | 182,7 | гр. Грийнвил                 |         | 141,0 | 226,9  | гр. Лексингтън                                    |
|                  | 140,6 | 226,3 | граница със Северна Каролина |         | 153,1 | 246,3  | гр. Джорджтаун                                    |
| Северна Каролина | 330,6 | 532,1 |                              |         | 185,9 | 299,1  | гр. Уилямстаун                                    |
|                  | 0,0   | 0,0   | граница с Южна Каролина      |         | 223,8 | 360,1  | граница с Охайо, р. Охайо                         |
|                  | 13,6  | 21,9  | гр. Хендерсънвил             | Общо    | 715,9 | 1152,1 |                                                   |
|                  | 34,5  | 55,5  | гр. Ашвил                    |         |       |        |                                                   |